# The Toast of New Orleans
The Toast of New Orleans (1950) is de tweede film van Mario Lanza, met Kathryn Grayson als tegenspeelster. Dit is dezelfde als in zijn eerste film That Midnight Kiss (1949): beide films zijn MGM musicals in kleur, met dezelfde producent en regisseur. Verder speelt in beide films J. Carrol Naish een ouder (en wijzer) familielid.
Destijds werd de film in Nederland uitgebracht onder de titel Tot ziens in New Orleans.

## Verhaal
De gevierde sopraan Suzette maakt in een kustdorp in Louisiana kennis met de visser Pepe, een getalenteerd zanger. De impresario van Suzette probeert Pepe ervan te overtuigen om zich aan te sluiten bij een operagezelschap in New Orleans. Zijn directe aanpak doet de wenkbrauwen fronsen in de hogere kringen van New Orleans. Hij moet nodig wat bijgeschaafd worden, iets wat Suzette met de nodige tegenzin ter hand neemt.

## Rolverdeling
| Acteur           | Personage             |
| ---------------- | --------------------- |
| Kathryn Grayson  | Suzette Micheline     |
| Mario Lanza      | Pepe Abellard Duvalle |
| David Niven      | Jacques Riboudeaux    |
| J. Carrol Naish  | Nicky Duvalle         |
| James Mitchell   | Pierre                |
| Richard Hageman  | Maestro Trellini      |
| Clinton Sundberg | Oscar                 |
| Sig Arno         | Burgemeester          |
| Rita Moreno      | Tina                  |
| Romo Vincent     | Manuelo               |

## Prijzen en nominaties
| Jaar | Prijs  | Categorie              | Genomineerde(n)              | Uitslag     |
| ---- | ------ | ---------------------- | ---------------------------- | ----------- |
| 1951 | Oscars | Beste originele nummer | Nicholas Brodszky Sammy Cahn | Genomineerd |